# Anthony Sean Neal
Anthony Sean Neal, avtor, strokovnjak za afroameriško filozofijo in religijo, izredni profesor filozofije na Oddelku za filozofijo in religijo ter sodelavec fakultete Shackouls Honors College na državni univerzi Mississippi. Dr. Nealova raziskovalna področja so osredotočena na afriško-ameriško filozofijo, afriško-ameriško filozofijo religije.

## Življenje
Anthony Sean Neal je ameriški izredni profesor filozofije in pisatelj. Leta 2021 je Neal iz strani Beverly B. in Gordona W. Gulmona prejel naziv uglednega dekanijskega učenjaka. Neal je avtor in izredni profesor filozofije na državni univerzi Mississippi. Je član Ameriškega inštituta za filozofsko in kulturno misel, in tudi štipendist Ameriškega filozofskega združenja na Inštitutu za napredne študije v humanistiki na Univerzi v Edinburgu v Združenem kraljestvu in na Shackouls Honors College. Leta 2019 je bil sprejet v Collegium of Scholars univerze Morehouse, kjer je opravil dodiplomski študij umetnosti. Na univerzi Mercer je magistriral iz bogoslovja. Na univerzi Clark Atlanta pa doktoriral iz humanistike s poudarkom na afroameriški filozofiji in religiji. Njegova glavna raziskovalna področja so estetika, afrikanska filozofija (afriško-ameriška moderna doba, neoklasična afriška filozofija), kritična teorija, neoplatonizem, filozofija religije in politična filozofija, vendar se največ ukvarja z razumevanjem problemov, ki spremljajo razslojenost človeškega obstoja. Uporablja fenomenološko(fenomenologija-metoda, ki reducira predmet zavesti na bistvo) tradicijo, ki jo podpira filozofija procesa, da bi prispeval k trenutnemu afroameriškemu filozofskemu diskurzu. Neal je specialist za filozofijo Howarda Thurmana in moderno dobo afriškoameriškega boja za svobodo (1896-1975). Je tudi pretekli predsednik Filozofskega združenja Mississippi.
Dr. Neal je od leta 2019 vključen v program Morehouse College Dr. Martin Luther King, Jr.  Je član Ameriškega inštituta za filozofsko in kulturno misel in sodelavec uredništva revije Acorn:  Filozofske študije o pacifizmu in nenasilju. Pogovarjal se je z Društvom za napredek ameriške filozofije: I Am a Philosopher. 

## Glavna dela
Dela niso prevedena v slovenščino.
Dr. Neal v svoji prvi knjigi Common Ground (Africa World Press, 2015) primerja ideje o zavesti v spisih Howarda Thurmana in Hueyja Newtona, da bi ugotovil, ali se kaj ujema. Njegova teorija je, da je vsako obstoječe sozvočje rezultat njunega odraščanja v času moderne dobe afroameriške estetike svobode (1896-1975).
»V dialektiki boja je pot do svobode tlakovana z mnogimi in včasih neskladnimi ideologijami. Newton in Thurman sta odlična primerjava, saj uporabljata različne vire iz različnih miselnih šol, a vendar - kot nas uči Nealova knjiga - oba predstavljata ideje o razvoju skupnosti, ki temeljijo na preoblikovanju zavesti.«  -Felipe Hinojosa, Texas A&M University 
Njegova druga knjiga, Howard Thurman's Philosophical Mysticism: Love Against Fragmentation (Lexington, 2019) razkriva filozofske ideje Howarda Thurmana, s posebnim poudarkom na njihovi povezanosti z bojem za svobodo Afroameričanov v moderni dobi.
»Anthony Neal je napisal avtoritativno besedilo o pomenu in vsebini filozofije Howarda Thurmana. Anthony Neal ni napisal le skrbne eksegeze že obstoječega dela Howarda Thurmana, ampak knjigo, ki bralca vodi skozi razumevanje črnske filozofije kot aktivnega mišljenja - kot več nivojske zavesti o možnostih v svetu, ovirah na poti do njegovega popolnejšega konca in misticizmu, ki upravičuje vero v neuresničeno. Thurman je svoje knjige pogosto zaključil z več naslovno oznako, da je "pesnik, mistik, filozof in teolog". Drobnost Nealovega pisanja o Thurmanovi misli nedvomno prevzame te označbe, ki jih je Thurman nekoč imenoval za svoje.« - Tommy J. Curry, Texas A&M University
V knjigi Philosophy and the Modern African American Freedom Struggle: A Freedom Gaze so opisane ideje, ki so opredeljevale gibanje in boj za svobodo temnopoltih v Združenih državah Amerike v moderni dobi. Z zgodovinsko perspektivo se delo ukvarja z vprašanjem, kako je zgodovinska izkušnja zatiranja in zanikanja človečnosti ustvarila prostor za razvoj določene zavesti. Obstoj in izkazovanje posredovanja v okviru idej afriške diaspore ter oblikovanje namenske skupnosti z namenom opredelitve in doseganja svobode sta razčlenjena z namenom razumevanja črnske skupnosti kot celote v moderni dobi.
»Anthony Neal v knjigi Philosophy and the Modern African American Freedom Struggle: A Freedom Gaze pojasnjuje in opisuje tako imenovano "sodobno obdobje afroameriškega boja za svobodo", ki je trajalo od leta 1896 do sredine sedemdesetih let 20. stoletja. Neal vzame reprezentativen izbor del sodobnih afriško-ameriških aktivistov, intelektualcev in znanstvenikov ter razkrije etnično refleksivni kanon moderne dobe afriško-ameriškega boja. Neal knjigo zaključi s provokativno trditvijo: od sedemdesetih let 20. stoletja dalje so črnski intelektualci in druge črnske elite opustili afriškoameriški boj za svobodo zaradi obljube o vključitvi v individualistično liberalno družbo. Neal bralcem prepušča nalogo, da si zamislijo, kako bi bil v današnji dobi kulturne in družbenoekonomske razdrobljenosti črncev videti uresničljiv afroameriški boj za svobodo." - Dwayne Tunstall, Grand Valley State University

## Članki
- Journal of Pan-African Studies. "From the Suppression the Repression: Connecting the Ideological Lineage of W. E. B. Du Bois to Huey P. Newton” (July 2016) p. 32-46 peer reviewed

- Journal of Black Theology, “Howard Thurman’s Mystical Logic: Creatively Encountering Oneness,” (Vol. 16:1, 2017) p. 224-244 peer reviewed

- APA Newsletter on Philosophy and the Black Experience, “Howard Thurman: Philosopher,” (Vol. 17:2, 2018) peer reviewed

- “Freedom Gaze: African Freedom Aesthetic,”APA Newsletter on Philosophy and the Black Experience (Vol. 19:1, 2019) edited version

- APA Newsletter on Philosophy and the Black Experience, “Not the Sound of the Genuine! A Review Essay of Kipton Jensen’s Howard Thurman,”, (Vol. 20:1, 2020) 3036 words

- “Existential Musings in the Modern Era of the African American Freedom Struggle,” 1000-Word Philosophy: An Introductory Anthology, (February, 2021), https:// 1000wordphilosophy.com/2021/02/16/african-american-existentialism/ 996 words, peer reviewed

- “New Directions in African American Philosophy for the Study of Thurman and King” The Acorn: Philosophical Studies in Pacifism and Nonviolence, v.20, September 21, 2021 6537 words

- “Thurman’s Philosophical De-Mystified Mysticism” Neal, Anthony (co-author 3507 of 7056 words), Barber, Michael (co-author), O’Byrn, Edward, (co-author), The Acorn: Philosophical Studies in Pacifism and Nonviolence, v.20, September 21, 2021

- “Introduction,” Ed., Anthony Sean Neal, The Acorn: Philosophical Studies in Pacifism and Nonviolence, [Special Issue] v.20, September 21, 2021

- “God’s Hung on a Tree,” Review and Expositor, (Vol.118:1, 6237 words) Oxford Public Philosophy: Turn Two, “Decolonizing Philosophy without further Delay: Acorn Editors Respond to the

- Oxford Student Collective,” Neal, Anthony (Co-author), Moses, Greg (Co-author), Presbey, Gail (Co-author), https:// www.oxfordpublicphilosophy.com/education/decolonizing-philosophy, November 2021

## Nagrade
- Morehouse College Presidential Scholarship recipient Jan. 2000- Dec. 2001

- Golden Key inductee 2001

- Benjamin Mays Scholar’s Ethics Institute (Morehouse/Bates College) Summer 2001 • Highest GPA for Graduating Senior (Religion) May 2002

- Awarded full Scholarship by McAfee School of Theology (Mercer University) for graduate study 2002

- Class 2005 Community Award McAfee School Theology (Mercer University)

- Awarded Scholarship by the Africana Studies department of Clark Atlanta University 2005

- President African American Studies Graduate Student Association 2006-2007

- Inductee Morehouse College Dr. Martin Luther King, Jr. International Chapel Collegium of Scholars 2019 • Mercer University, McAfee School of Theology Alumni Discovery Award 2019

- MSU College of Arts and Sciences Dean’s Eminent Scholar 2021 Award $15,000

- Faculty Fellow, Shackouls Honors College, Mississippi State University, 2017 to present

- Fellow, American Institute Philosophical and Cultural Thought, Fall 2021 to present (Spring 2022 lecture series on Philosophy and the Black Experience)

- Inducted into the Society for the Study of Black Religion

- Fellow, The Warburg Institute, School of Advanced Studies, University of London, 2022-2023

- Fellow, American Philosophical Association, Institute for Advanced Studies Edinburgh 2022–2023